# Anders Hilding (politiker)
Denna artikel handlar om politikern Anders Hilding. För fotografen se Anders Hilding (fotograf).
Anders Hilding (i riksdagen kallad Hilding i Sevalbo), född 15 december 1869 i Hedesunda, död där 22 november 1958, var en svensk lantbrukare och politiker (folkpartist). Far till riksdagsmannen Per Hilding.
Anders Hilding, som kom från en bondesläkt, var lantbrukare i Sevalbo i Hedesunda, där han också var ledande kommunalman. Han var också aktiv i nykterhetsrörelsen, bland annat som ordförande för Upplands-Gästriklandsdistriktet av NGTO.
Han var riksdagsledamot i andra kammaren för Gävleborgs läns valkrets 1929-1942, med undantag för perioden 1 januari-6 april 1933. I riksdagen tillhörde han Frisinnade landsföreningens riksdagsgrupp Frisinnade folkpartiet, från 1935 det återförenade Folkpartiet. Han var bland annat ledamot i bankoutskottet 1941-1942. Som riksdagsledamot engagerade han sig bland annat i olika landsbygdsfrågor.